# Erich Stern
Erich Stern (* 30. Oktober 1889 in Berlin; † 20. Januar 1959 in Zürich) war ein deutscher Psychiater, Psychologe und Pädagoge, der insbesondere durch seine Veröffentlichungen über Themen der Psychosomatik bekannt wurde und sich als klinischer Psychologe auch um die Medizinische Psychologie verdient gemacht hat.

## Leben

### Schule und Ausbildung
Erich Stern wurde 1889 in Berlin als Sohn des assimilierten jüdischen Geschäftsmanns Michael Stern und dessen Frau Sophie, geb. Neufeld, geboren. Von 1900 bis 1905 besuchte er das Königstädtische Real-Gymnasium in Berlin. Nach einer einjährigen Erkrankung an Lungentuberkulose setzte er 1906 seine Schulausbildung am Berliner Andreas-Gymnasium fort, wo er 1909 sein Abitur machte. Im Wintersemester 1909/1910 schrieb Erich Stern sich in seiner Heimatstadt an der Philosophischen Fakultät der Friedrich-Wilhelms-Universität zum Studium der Naturwissenschaften ein und hörte unter anderem mathematische Vorlesungen. Im Sommersemester 1910 belegte er zur Fortsetzung seiner naturwissenschaftliche Ausbildung Mathematik und Physik an der Universität Lausanne. An der Technischen Hochschule Karlsruhe war er im Wintersemester 1910/1911 für das Fach Elektrotechnik eingeschrieben, wozu Vorlesungen in Mathematik, Physik, Chemie und Maschinenbau gehörten. Ab dem Sommersemester 1911 studierte Stern an der deutschen Universität Straßburg, wo er neben Chemie, Physik und Mathematik auch philosophische und psychologische Vorlesungen hörte. Im Wintersemester 1911/1912 begann er in Straßburg ein Studium der Humanmedizin. Während seines Medizinstudium publizierte er bereits Artikel in renommierten medizinischen Fachzeitschriften, unter anderem zur Lungentuberkulose (Im Frühjahr 1914 absolvierte Stern ein Praktikum in einem Lungensanatorium). Im Juli 1914, zu Beginn des Ersten Weltkrieges trat Stern als Freiwilliger und Hilfsarzt in den Heeresdienst ein. Als Unterarzt arbeitete er in verschiedenen Lazaretten. Im Jahr 1915 erfolgte die Ablegung des medizinischen Staatsexamens, die Approbation zum Arzt und die Promotion zum Dr. med. in Straßburg.

### Erste ärztliche Tätigkeiten
Im Heeresdienst wurde er 1915 zum Assistenzarzt befördert und 1917 zum Oberarzt. Nachdem Stern im Wintersemester 1916/1917 sein Studium an der Philosophischen Fakultät an seinem Dienstort Straßburg fortgesetzt hatte, wurde er 1917 als Externer zum Dr. phil. bei August Messer (1867–1937), einem Angehörigen der Würzburger Schule, in Gießen promoviert. Während der Jahre 1917 und 1918 bildete Stern sich unter anderem an der Psychiatrischen- und Nervenklinik der Straßburger Universität weiter, wo er im Psychopathologischen Labor arbeitete. Daneben war er auch am Psychologischen Institut der Universität tätig und veröffentlichte 1917 seine aus der Mitarbeit in der militärisch-psychologischen Untersuchungsstelle gewonnenen Erkenntnisse über experimentell-psychologische Untersuchungen von Gehirnverletzen. Er beschäftigte sich zudem mit eignungspsychologischen Fragen (etwa in seinem Aufsatz Berufspsychologie und Tuberkuloseforschung aus dem Jahr 1918) und weiterhin mit dem Thema Tuberkulose. Nachdem nach Kriegsende Straßburg wieder französisch geworden war, musste Stern die Stadt verlassen und zog 1918 nach Hamburg. Dort lernte er Käthe Braun (1893–1984) kennen und heiratete sie 1919. Ihr einziges Kind Hilde wurde 1920 geboren. Ab 1919 war er unter William Stern ständiger Wissenschaftlicher Mitarbeiter am Psychologischen Institut der Psychiatrischen Klinik Hamburg-Friedrichsberg (Staatskrankenanstalt), wo er als Volontärarzt zu arbeiten begann. Zu dieser Zeit forschte und publizierte Stern weiterhin vor allem auf den Gebieten der Intelligenzforschung, der Berufspsychologie bzw. der Berufseignung und der Berufsberatung Hirnverletzter.

### Professor in Deutschland
1920 habilitierte Stern sich mit Die Feststellung der psychischen Berufseignung und die Schule – Methodologische Untersuchungen (publiziert 1921), nachdem sein 1919 in Hamburg eingereichter Habilitationsantrag abgelehnt worden war, bei seinem Doktorvater in Experimenteller Psychologie und Experimenteller Pädagogik in Gießen und erhielt daraufhin 1922 einen Lehrauftrag als Privatdozent für Pädagogische Psychologie an der Universität Gießen. Im gleichen Jahr zog er mit seiner Familie nach Gießen und wurde seine Venia Legendi auf das Gesamtgebiet der Philosophie und Pädagogik erweitert. Beginnend mit seiner Monografie Angewandte Psychologie (1921), insbesondere dem Kapitel Medizin und Psychologie, entwickelte er seine Medizinische Psychologie (ein Terminus, den er selbst nur einmal 1953 verwendete). In Gießen wurde Stern 1924 außerordentlicher Professor für Philosophie und Pädagogik, aber ein Wiederauftreter seiner Lungentuberkulose und ein längerer Sanatoriumsaufenthalt schränkten seine Tätigkeiten bis 1925 ein. 1927 wurde er Dozent am seit 1925 von Erich Feldmann geleiteten Pädagogischen Institut in Mainz, einem Ableger der Universität Darmstadt, und ab 1929 Vorstand des in Mainz neu etablierten Instituts für Psychologie, Jugendkunde und Heilpädagogik. Im Mainz betrieb er auch eine kleine psychiatrische Praxis. Im Sommersemester 1927 hatte er aufgrund einer „katarrhalischen Lungenkrankheit“ einen Erholungsaufenthalt in Locarno. Als namhafter Vertreter der Medizinischen Psychologie schrieb er als Mitarbeiter einige Artikel zu dem von Birnbaum 1930 herausgegebenen ersten Handwörterbuch dieses Faches und für das 1934 erschienene Enzyklopädische Handbuch der Heilpädagogik.

### „Drittes Reich“, Schweiz, Frankreich und Schweiz
1933 wurde Erich Stern zwangspensioniert, wegen seiner jüdischen Herkunft nach § 4 des „Gesetzes zur Wiederherstellung des Berufsbeamtentums“ entlassen. Sein Institut wurde geschlossen und die Patienten seiner Praxis blieben fern. Er emigrierte im selben Jahr mit seiner Familie in die Schweiz und Stern begann eine Tätigkeit am Institut für Hochgebirgsphysiologie und Tuberkuloseforschung in Davos. Ende 1933 zog die Familie nach Paris und Erich Stern arbeitete dort zunächst unterbezahlt und von 1934 bis 1940 als Assistent (Assistant étranger) an der Kinderpsychiatrischen Universitätsklinik Clinique de neuro-psychiatrie infantile der Sorbonne, wo er auch Sprechstunden für Kinder mit Intelligenz- und Verhaltensstörungen abhielt. In dieser Zeit war Stern an einem jüdischen Dispensaire auch mit der Betreuung jüdischer Emigranten befasst, worüber er erstmals 1937 berichtete.
Im Jahr 1938 erhielten die Sterns die französische Staatsbürgerschaft. Nachdem deutsche Truppen 1940 die französische Grenze überschritten hatten und Südfrankreich von den Deutschen besetzt war, zog Erich Stern mit seiner Frau 1941 nach Clairvivre, einer Siedlung für chronisch Lungenkranke in Südfrankreich. Als ehemals naturalisierte Franzosen wurde dem Ehepaar Stern auf Betreiben der deutschen Nationalsozialisten 1943 die französische Staatsbürgerschaft wieder entzogen, was sie zu staatenlosen Juden machte. Aus Furcht vor einer Verhaftung ließ sich Stern im von deutschen Truppen verschont gebliebenen Sanatorium von Clairvivre aufnehmen. Die Ankunft der Alliierten in Frankreich beendete die Gefahr 1944. In Clairvire arbeitete Stern 1946 als Sanatoriumsarzt. Im Jahr 1948 kehrte Stern nach Paris zurück und wurde Attaché am Centre national de la recherche scientifique (CNRS). Von 1950 bis 1955 arbeitete er an der Sorbonne in Paris an seiner ehemaligen Arbeitsstätte, der Neuropsychiatrischen Kinderklinik der Universität und von 1950 bis 1956 war er am CNRS Chargé de Recherches. Im Jahr 1957 siedelten seine Frau und er auch aus gesundheitlichen Gründen nach Kilchberg, wo 1955 Thomas Mann gestorben war und dessen Ehefrau bis 1980 lebte, bei Zürich über. Erich Stern starb 1959.
Ein Teil seiner im Nationalsozialismus geraubten Bibliothek wurde 2023 an die Groupe Toulousain de la Société Psychanalytique de Paris restituiert.

## Schriften (Auswahl)
- Ueber die Wirkung des Hochgebirgsklimas auf die Pulsfrequenz. In: Berliner Klinische Wochenschrift. Band 50, 1913, S. 720–723.
- Beiträge zur Frühdiagnose der Lungentuberkulose. In: Berliner Klinische Wochenschrift. Band 51, 1914, S. 1419–1421.
- Zur Frage der Disposition zur Lungentuberkulose. In: Zeitschrift für Tuberkulose. Band 22, 1914, S. 556–567.
- Zur Statistik und Bekämpfung der Tuberkulose im Kindesalter mit besonderer Berücksichtigung Elsaß-Lothringens. Medizinische Dissertation Straßburg 1915.
- Beiträge zur Psychologie der Wertung mit besonderer Berücksichtigung des Einflusses der Zeitstufe der Realisierung auf die Phänomänologie des Wertungserlebnisses und des Problems der Rangordnung der Werte. Philosophische Dissertation Gießen, Straßburg 1917.
- Jugendpsychologie. Hirt, Breslau 1923.
  - Jugendpsychologie. Eine Einführung in die Psychologie der Entwicklung von der Geburt bis zum Abschluß der Pubertät. 4., vollkommen durchgesehene und neu bearbeitete Auflage. Hippokrates, Stuttgart 1950.
- Beitrag zur Psychologie des Lungenkranken. Der Eindruck der Diagnose „Lungentuberkulose“ auf den Kranken. In: Deutsche Medizinische Wochenschrift. Band 51, 1925, S. 1146–1149.
- Die Psyche des Lungenkranken. Der Einfluß der Lungentuberkulose und des Sanatoriumslebens auf die Seele der Kranken. Halle an der Saale 1925.
- Krankheit als Gegenstand dichterischer Darstellung. In: Die Literatur. Band 28, 1925/1926, S. 702–707.
- Zur Frage der Psychotherapie im Lungensanatorium. In: Allgemeine ärztliche Zeitschrift für Psychotherapie und psychische Hygiene. Band 2, 1929, S. 299–314.
- Seelische Störungen und Schwererziehbarkeit bei Kindern und Jugendlichen. Hirt, Breslau 1932.
- Psychologie des Sterbens. In: Die Umschau. Band 37, 1933, S. 21–24.
- als Hrsg. mit Adolf Dannemann, Georg Gnerlich, August Hentze, E. Meltzer, H. Schoberl: Enzyklopädisches Handbuch der Heilpädagogik. 2 Bände, Halle an der Saale 1934.
- Die Emigration als psychologisches Problem. Selbstverlag, Boulogne-sur-Seine 1937; abgedruckt in: Uwe Wolfradt, Elfriede Billmann-Mahecha, Armin Stock (Hrsgg.): Deutschsprachige Psychologinnen und Psychologen 1933–1945. Ein Personenlexikon, ergänzt um einen Text von Erich Stern. Wiesbaden 2015, S. 503–551.
- La Psychologie de la mort. In: Folia Psychiatrica Neurologica et Neurochirurgia Neerlandica. Band 52, 1949, S. 227–246.
- Le problème de la spécificité du type de la personnalité e des conflites des tuberculeux. In: Le poumon. Band 8, 1952, S. 107–119.
- Experimentelle Persoenlichkeitsanalyse nach dem Murray-Test (T.A.T.). Beschreibung, Anwendung, Interpretation und diagnostische Bedeutung. Rascher, Zürich 1952.
- Lebenskonflikte als Krankheitsursachen. Eine Einführung in die psychosomatische Medizin. Rascher, Zürich 1952.
- Zur Frage der „Laien-Psychotherapie“. In: Zeitschrift für Psychotherapie und medizinische Psychotherapie. Band 3, 1953, S. 146–158.
- Die Psyche des Lungenkranken. Klinisch-psychologische und sozioal-psychologische Untersuchungen über den Einfluß der Lungentuberkulose und des Sanatoriumslebens auf die Psyche des Kranken. 2. Auflage. Berlin 1954.
- als Hrsg. und Beitragsautor: Die Tests in der klinischen Psychologie. Zürich 1954.
- Die Unverheirateten. Enke, Stuttgart 1957.
- Arzt und Patient in der Gegenwart. München 1958.
- Psychotherapie, Medizin und Psychologie. In: Studium Generale. Band 13, 1960, S. 109–116.